# Ithaca Chasma

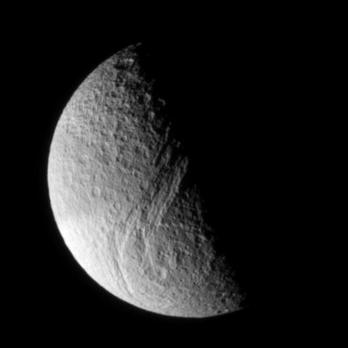
Foto van Ithaca Chasm

Ithaca Chasma is een reusachtige kloof op de Saturnusmaan Tethys. De kloof is 2000 km lang, 100 km breed en 3 tot 5 km diep. Ze omspant zowat driekwart van de omtrek van de maan. Ze is genoemd naar het Griekse eiland Ithaka, het geboorteland van de Griekse held Odysseus.

## Ontstaan
Algemeen neemt men aan dat Ithaca Chasma een enorme slenk is. Over hoe deze slenk is ontstaan bestaan er verschillende hypothesen:
- Ontstaan door expansietektoniek
Tethys bestaat voor het grootste deel uit waterijs. Volgens deze hypothese ontstond Ithaca Chasma toen Tethys langzaam stolde. Daardoor werd eerst een buitenste ijskorst gevormd, maar naarmate het onderliggende water ook bevroor, zette de maan zich uit (water vergroot in volume wanneer het bevriest). Hierdoor ontstonden er spanningen op deze korst die Ithaca Chasma vormden.
- Ontstaan door inslagtektoniek
Een tweede theorie verbindt het ontstaan van de slenk met de vorming van de grote inslagkrater Odysseus. Ithaca Chasma lijkt inderdaad in rondom deze krater te liggen. Men gaat er in deze hypothese van uit dat de inslag die Odysseus deed ontstaan, een krachtige schokgolf genereerde die het ijsoppervlak van Tethys openbrak.
- Ontstaan door viskeuze relaxatie
Een laatste hypothese linkt Ithaca Chasma ook met Odysseus. De bodem van deze krater is, na zijn vorming, geleidelijk aan dichtgeslibd door viskeuze relaxatie. Hierdoor zouden spanningen zijn ontstaan die de ijskorst op de maan openscheurden, waardoor Ithaca Chasma ontstond.